# 龍豐花園
龍豐花園（英語：Lung Fung Garden）位於香港新界北區上水龍琛路33號，是一個私人屋苑，佔地逾9萬平方呎。其位置是現時上水的中心點，附近有多個主要建築。項目由恒基地產負責發展，由旗下恒益管理，於1992年落成，原址是上水菜園村的一部份。

## 地理位置
現時整個上水，人流最暢旺的地區，主要是多個商場相互連接的地方，當中包括上水廣場、上水中心及龍豐廣場。龍豐廣場位於這個區域，鄰近石湖墟市政大廈、北區大會堂等。

## 發展
隨著連接港鐵東鐵綫上水站的上水中心於1993年建成，及更大型的上水廣場落成後，加上是多個大型商場的連接，仍然是上水一個重要的地標。

## 商場
龍豐廣場由兩層商場組成，連接其餘商場的行人天橋位於2樓，地下則由零售（藥房、萬寧）佔據。2樓以時裝為主.

## 住宅
- 龍豐花園設有3座住宅大廈，樓高27層。
- 3樓為平台花園，設有一個非標準游泳池供住戶使用。
- 地下設有兩個單車場，供住戶停泊單車。

## 行人天橋
- 龍豐花園共有1條行人天橋連接，來往新都廣場。

## 附近設施

### 購物商場
- 上水廣場
- 上水中心
- 新都廣場
- 上水名都
- 上水匯

### 社區設施
- 上水花園
- 北區公園
- 石湖墟市政大廈
- 北區大會堂
- 上水公共圖書館

## 外部連結
1. ↑  .   [2023-01-25]. （原始内容存档于2023-01-25）.